# Jack Kirwan
John Henry Kirwan (né le 9 février 1878 à County Wicklow en Irlande ; mort le 9 janvier 1959 à Londres en Angleterre), plus communément nommé John Kirwan or Jack Kirwan, est un footballeur irlandais, puis entraîneur. Décrit comme un ailier de débordement avec de bonnes capacités athlétiques et techniques, il joua ailier pour, entre autres, Everton, Tottenham Hotspur, Chelsea et l'équipe d'Irlande. En tant qu'entraîneur, il devint le premier entraîneur professionnel de l'Ajax Amsterdam.

## Carrière de joueur
- 1894 : Dublin GAA (football gaélique)
- 18xx-18xx : Saint James's Gate
- 189x-1898 : Southport Central
- 1898-1899 : Everton
- 1899-1905 : Tottenham Hotspur
- 1905-1908 : Chelsea
- 1908-1909 : Clyde
- 1909-1910 : Leyton Orient FC

## Carrière d'entraîneur
En septembre 1910, Kirwan déménage aux Pays-Bas où il devient le premier entraîneur professionnel de l'Ajax Amsterdam. En 1911, il conduit l'Ajax au titre de champion de Deuxième division et une victoire au tournoi de promotion, conduisant le club à l'élite pour la première fois.
Kirwan retourne ensuite à Londres après la Première Guerre mondiale et c'est Jack Reynolds qui lui succède en tant qu'entraîneur dans le club d'Amsterdam. Kirwan entraînera plus tard l'AS Calcio en Italie pendant une saison, avant de s'établir dans la région londonienne.